# مسئله گندم و صفحه شطرنج

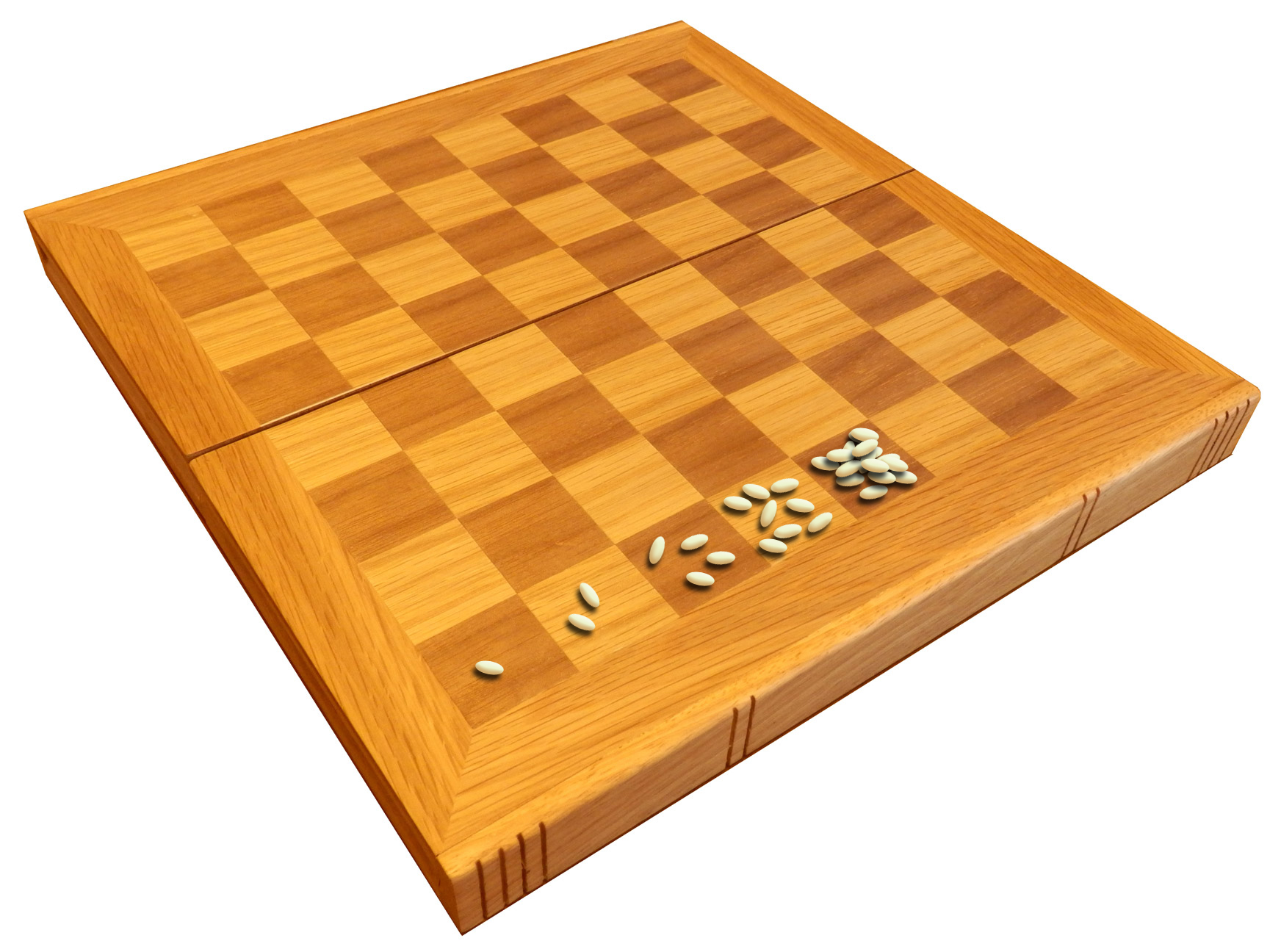
وقتی که به مربع پنجم روی صفحه شطرنج میرسیم، صفحه شامل 31 عدد یا ، دانه گندم است.

مسئله گندم و صفحه شطرنج (که گاهی بر حسب دانه های برنج بیان می شود) یک مسئله ریاضی است که در تعریف متنی به صورت زیر بیان می‌شود:
اگر قرار بود روی هر مربع یک صفحه شطرنج گندم قرار داده شود به طوری که یک دانه در مربع اول، دو دانه در مربع دوم، چهار دانه در مربع سوم و به همین ترتیب (تعداد دانه ها در هر مربع بعدی دو برابر شود)، چند دانه گندم در پایان روی صفحه شطرنج خواهد بود؟
مشکل ممکن است با استفاده از جمع ساده حل شود. با 64 مربع روی صفحه شطرنج، اگر تعداد دانه ها در مربع های متوالی دو برابر شود، مجموع دانه ها در هر 64 مربع می شود: 1 + 2 + 4 + 8 + ... و برای 64 مربع به همین ترتیب. تعداد کل دانه ها را می توان 2 64 − 1 یا 18,446,744,073,709,551,615 نشان داد (هجده کوئینتیلیون ، چهارصد و چهل و شش کوادریلیون، هفتصد و چهل و چهار تریلیون، هفتاد و سه میلیارد، هفتصد و پنجاه و پنج میلیون، هفتصد و پنجاه و یک میلیون، ، ششصد و پانزده، بیش از 1.4 تریلیون تن متریک)، که بیش از 2000 برابر تولید سالانه گندم در جهان است.
از این تمرین می توان برای نشان دادن سرعت رشد توالی های نمایی و همچنین معرفی نماد سرمایه-سیگما و سری های هندسی استفاده کرد.

## تاریخچه
این داستان اولین بار در سال 1256 توسط ابن خلیکان ثبت شده است. در نسخه دیگری مخترع شطرنج (در برخی گفته‌ها، سیسا ، وزیر باستانی هند) از حاکمش درخواست می‌کند که در ازای ابداع بازی شطرنج با توجه به این مسئله مقداری گندم و به او بدهد. حاکم در ابتدا به عنوان یک جایزه ناچیز برای یک اختراع درخشان خنده میکند و دستور میدهد گونی قدمی به وی بدهند اما خزانه‌داران دربار گزارش می‌دهند که تعداد غیرمنتظره‌ای از دانه‌های گندم از منابع حاکم پیشی می‌گیرد.